# Aiello Calabro
Aiello Calabro é uma comuna italiana da região da Calábria, província de Cosenza, com cerca de 2.392 habitantes. Estende-se por uma área de 38 km², tendo uma densidade populacional de 63 hab/km². Faz fronteira com Cleto, Grimaldi, Lago, Martirano (CZ), Martirano Lombardo (CZ), San Pietro in Amantea, Serra d'Aiello.

## Demografia
| Variação demográfica do município entre 1861 e 2011                               |
|                                                                                   |
| Fonte: Istituto Nazionale di Statistica (ISTAT) - Elaboração gráfica da Wikipedia |